# 共有地
共有地（きょうゆうち）とは、複数の所有者によって所有される土地。誰でも使用可能な場合もあるが、グループで管理し、利害関係者以外の使用を排除することもある。通常非正式に取り決めなどが行われ、運用されている場所が多い。共有地の悲劇（コモンズの悲劇）という現象が起こることがある。日本において、土地所有権は原則放棄できないが、共有地の場合は、一方的な意思表示のみで放棄できる。ただしその場合の登記実務は、持ち分の所有権移転の形式を取るため、その放棄された土地を得る側（登記権利者）の協力を得ることが難しいことが多い。